# Llança Sagrada

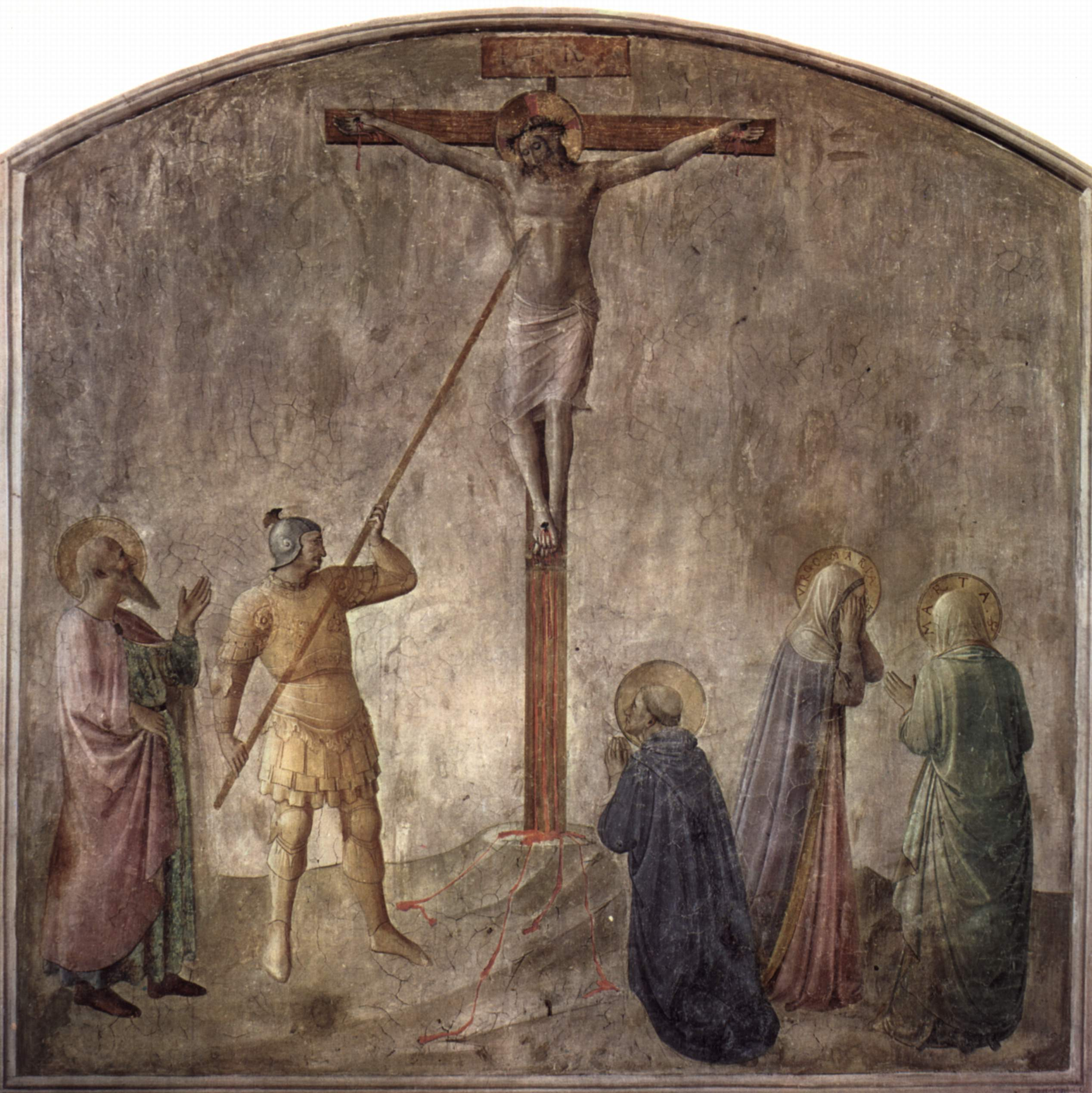
Jesús és travessat en un costat per la llança d'un soldat romà. Fra Angelico Florència.

La Llança Sagrada o Llança del Destí o Llança de Crist és, segons la tradició cristiana, el nom que rep la llança amb la qual un soldat romà travessà el cos de Jesús quan era a la creu.

## Longinus

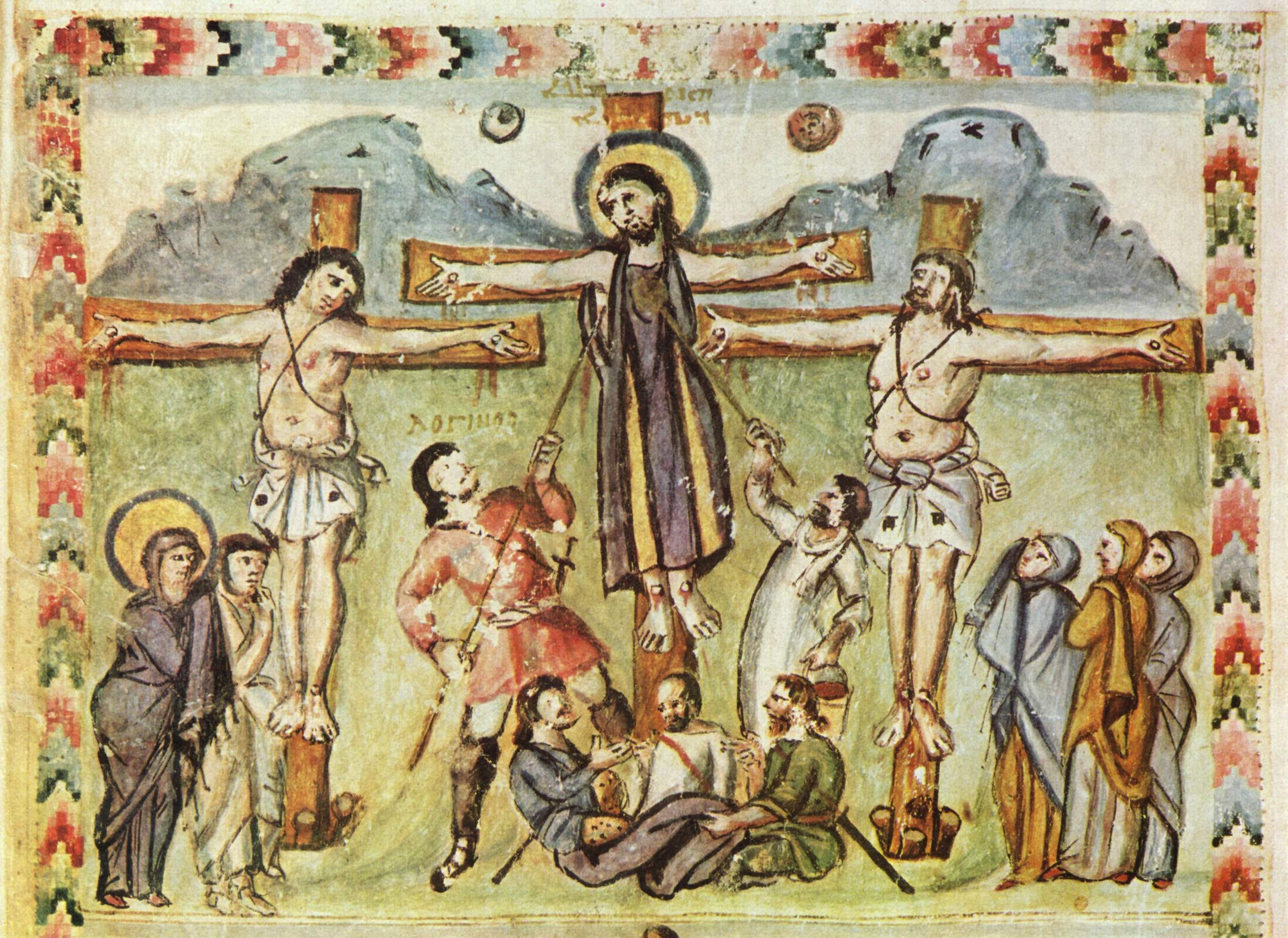
Crucifixió en miniatura, de Evangelis de Ràbula, amb la llegenda "Loginos".

### Roma

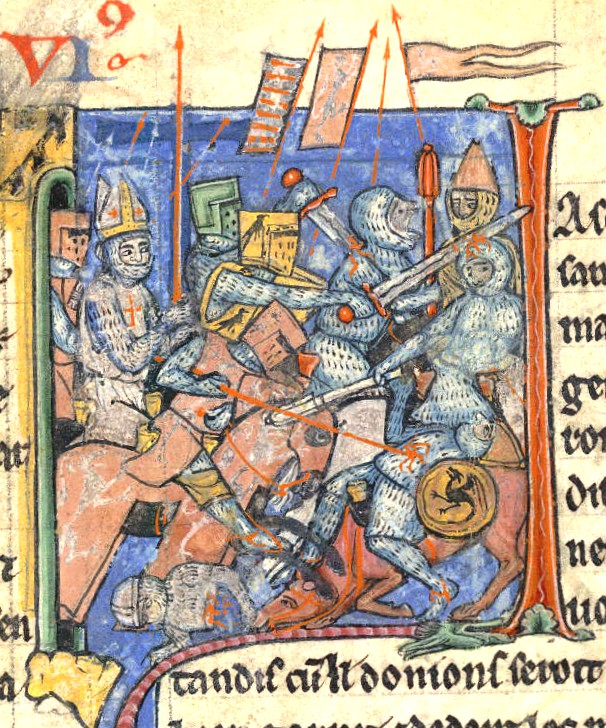
Un Adhémar de Monteil amb mitra que porta una de les instàncies de la Llança Santa en una de les batalles de la Primera Croada.

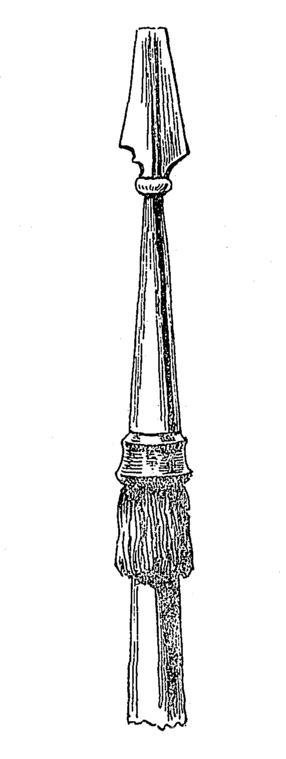
Dibuix de 1898 de la Llança Sagrada de Roma.

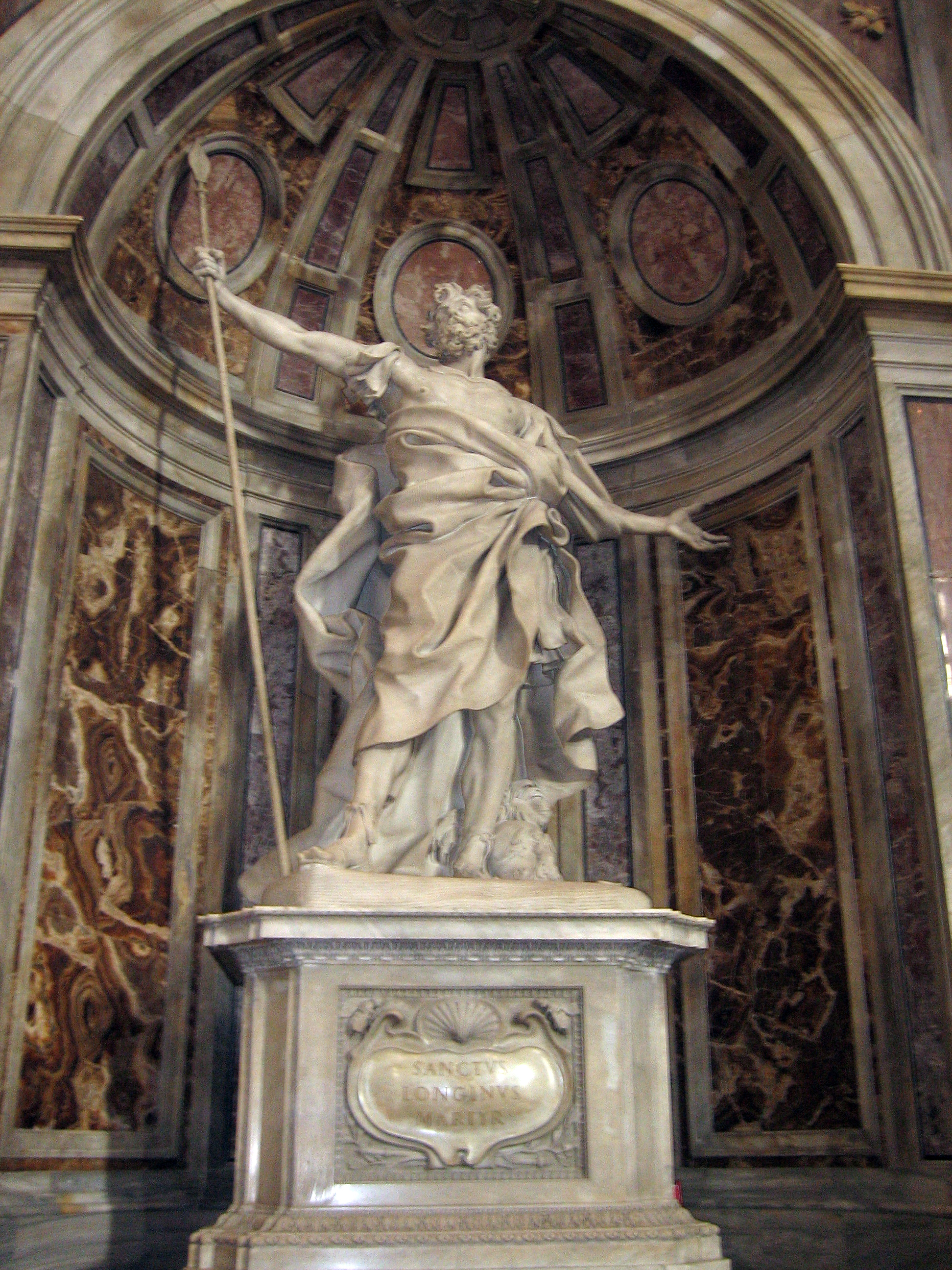
L'estàtua de Sant Longí de Gianlorenzo Bernini es troba sobre la relíquia de la basílica de Sant Pere.

### Viena

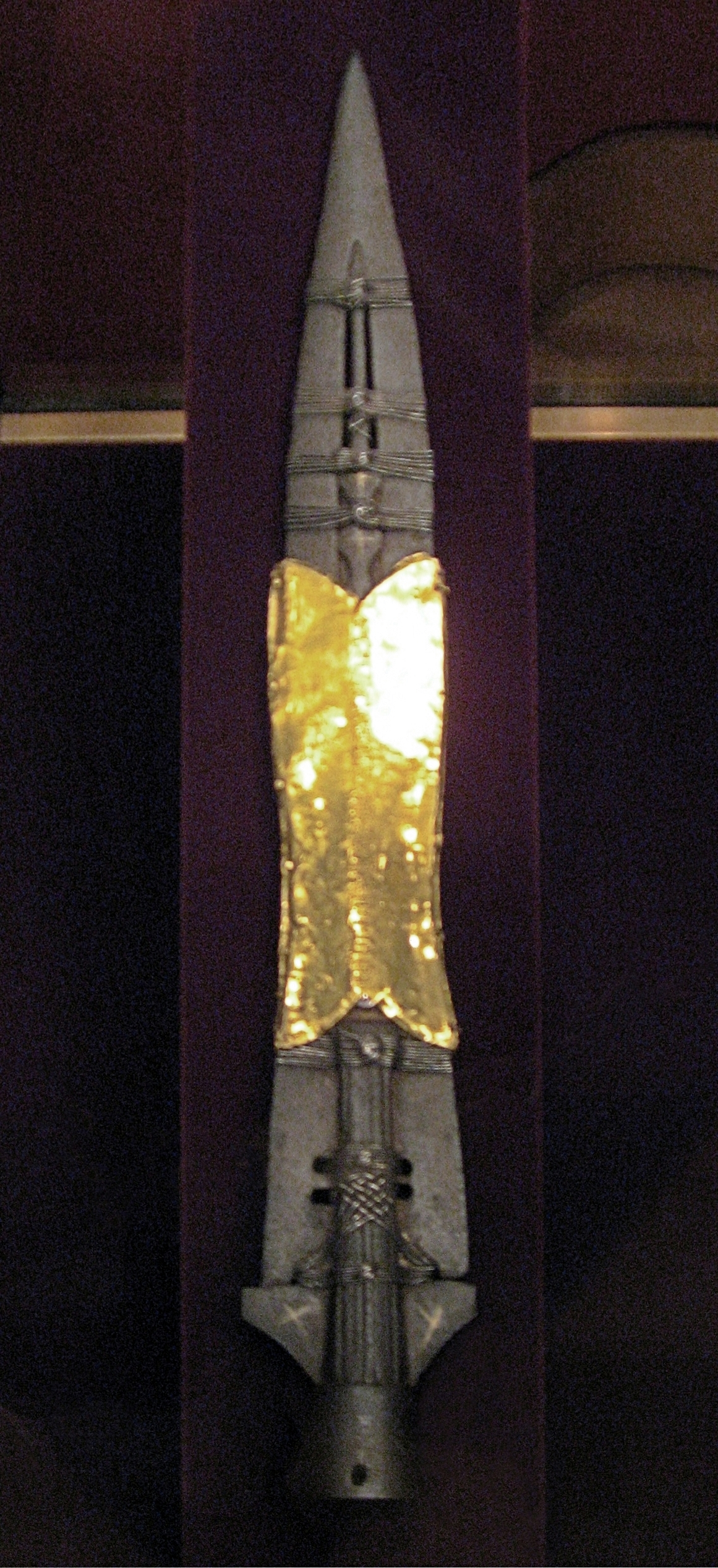
Llança Sagrada exposada al Tresor imperial al Palau de Hofburg a Viena, Àustria.

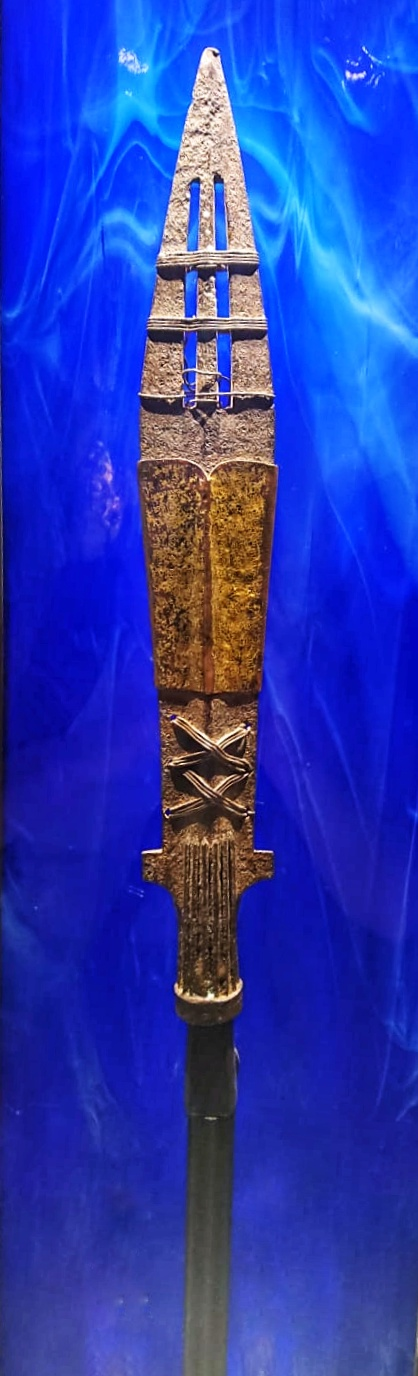
Rèplica polonesa de la Santa Llança, Castell de Wawel, Cracòvia.

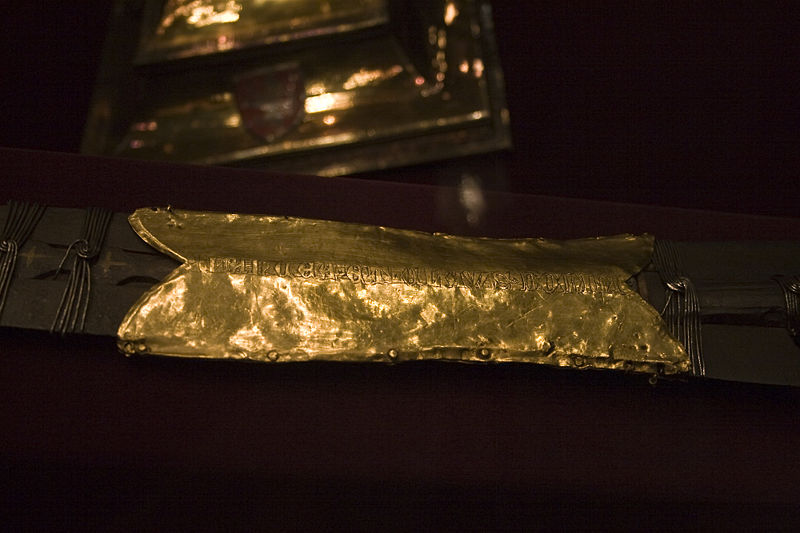
La inscripció de la Llança Sagrada.

### Vagharshapat

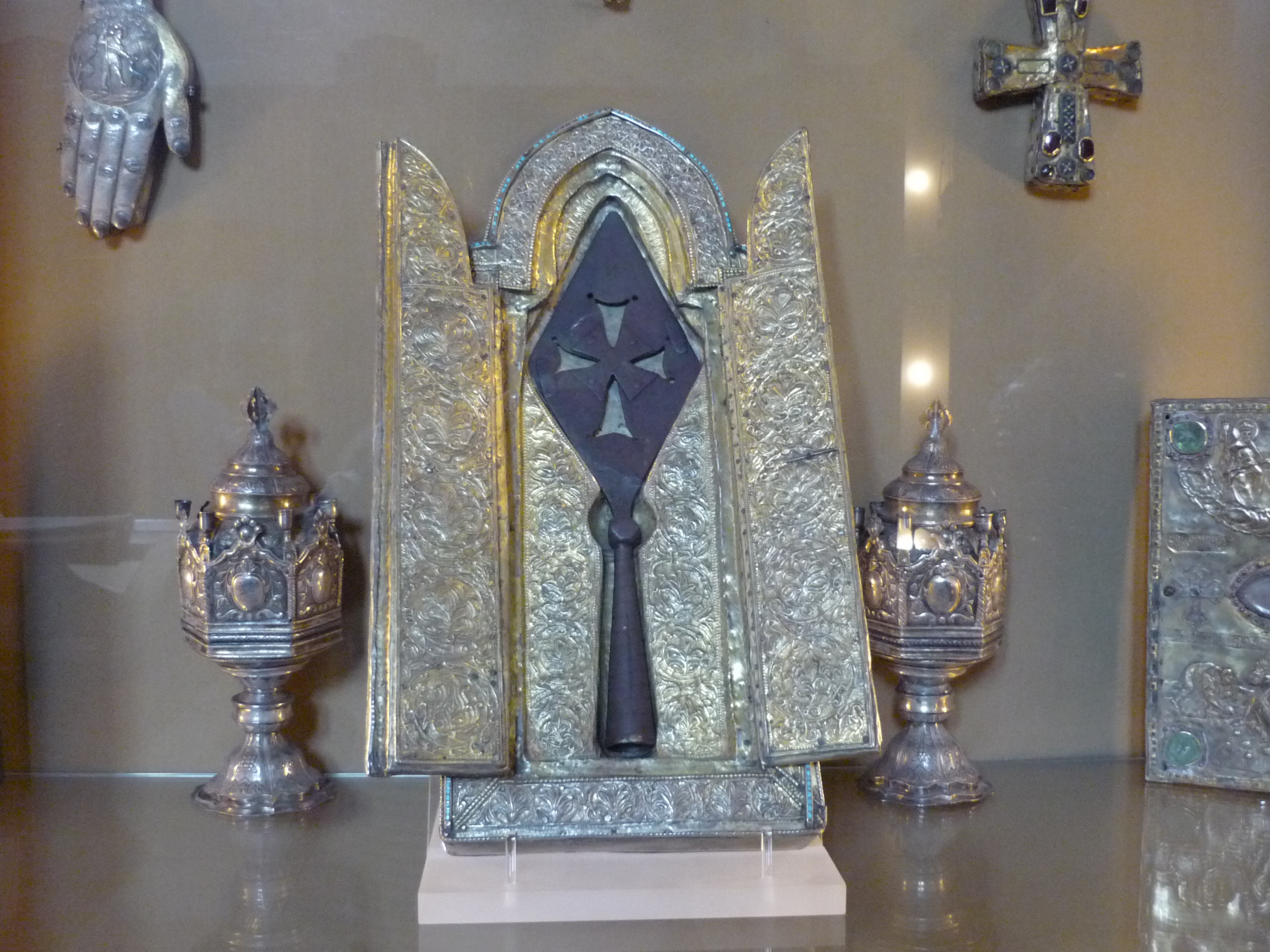
La Llança Sagrada a Edjmiatsín.

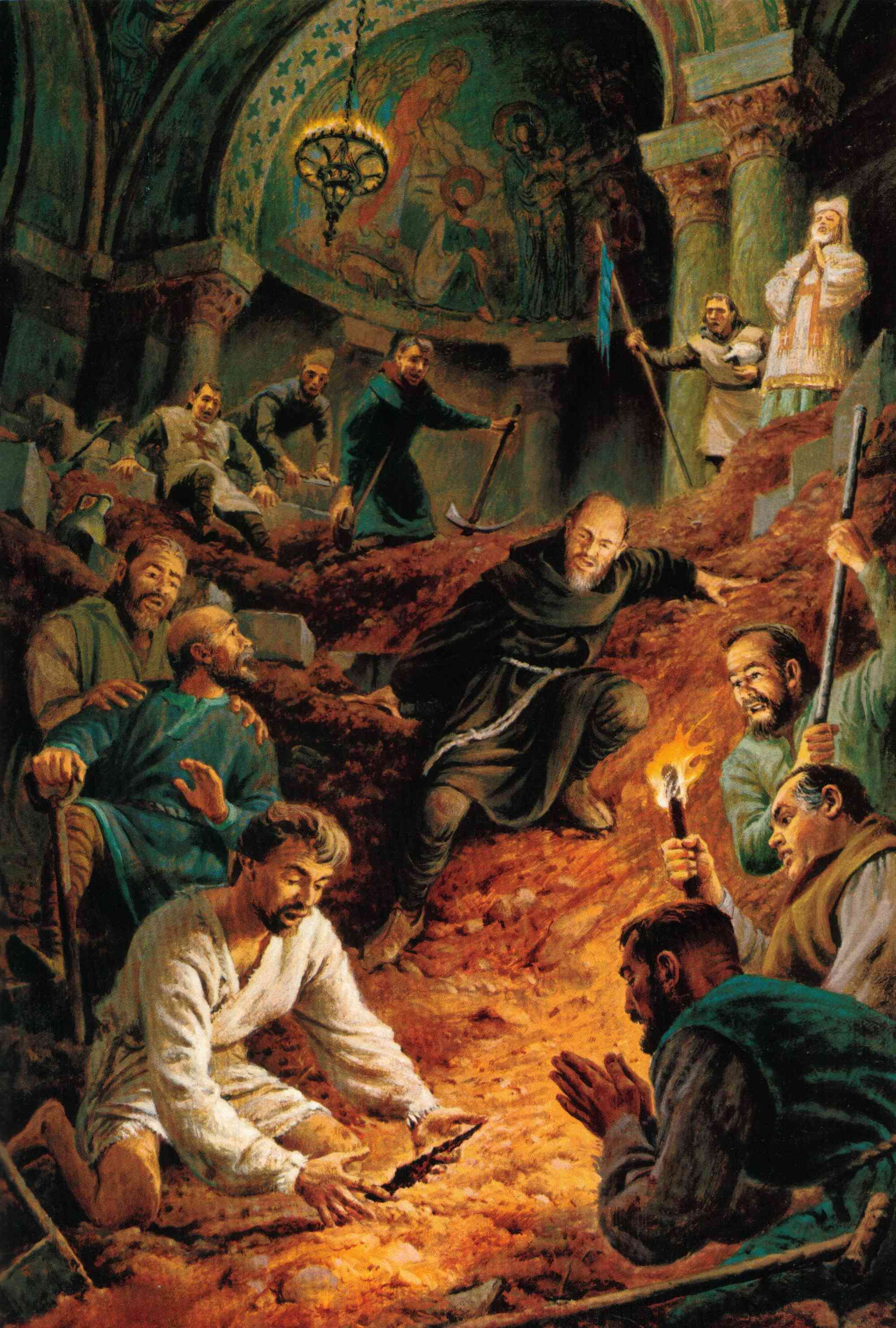
El descobriment de la Llança Sagrada a Antioquia.

## A la ficció

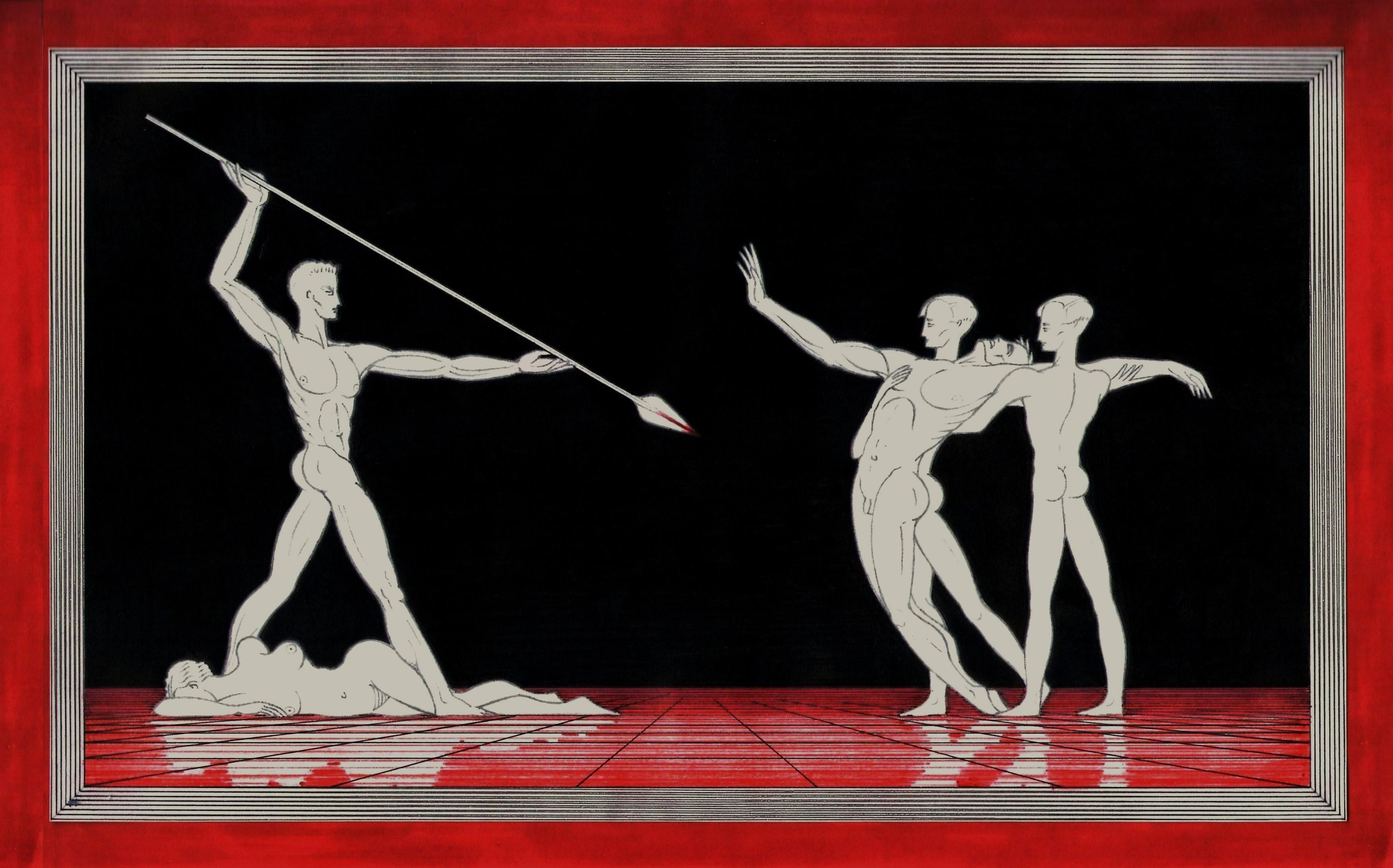
La Llança Sagrada a Parsifal, Acte 3 (per Arnaldo dell'Ira, c. 1930).